# الدوري الجنوبي الممتاز
الدوري الجنوبي الممتاز (بالإنجليزية: Southern League) هو مسابقة كرة قدم تضم أندية شبه محترفة من شرق أنجليا وجنوب ووسط إنجلترا وجنوب ويلز. جنبًا إلى جنب مع الدوري الإسثمي والدوري الشمالي الممتاز، يشكل الدوري الجنوبي المستويين السابع والثامن من نظام الدوري الإنجليزي لكرة القدم.
تغير هيكل الدوري الجنوبي عدة مرات منذ تأسيسه في عام 1894، ويوجد حاليًا 87 ناديًا مقسمة إلى أربعة أقسام. يقع القسمان المركزي والجنوبي في الخطوة 3 من نظام الدوري الوطني (NLS)، وهما أقسام مغذية، بشكل أساسي للدوري الوطني الجنوبي ولكن أيضًا للدوري الوطني الشمالي. تغذي الأقسام الممتازة قسمان إقليميان، القسم الأول المركزي والقسم الأول الجنوبي، وهما في الخطوة 4 من نظام الدوري الوطني. يتم تغذية هذه الأقسام بدورها من قبل دوريات إقليمية مختلفة.
يقع المكتب الإداري الرئيسي للرابطة في منزل إيستجيت في جلوسيستر.

## التاريخ

### كرة القدم في جنوب إنجلترا
تطورت كرة القدم الاحترافية (والرياضات الاحترافية عموماً) بشكل أبطأ في جنوب إنجلترا مقارنة بشمالها. وقد أقر اتحاد كرة القدم الاحتراف لأول مرة في وقت مبكر يعود إلى عام 1885، ولكن عندما تأسس الاتحاد الإنجليزي لكرة القدم في عام 1888، كانت أنديته الأعضاء متمركزة بالكامل في الشمال وميدلاندز، حيث كانت اتحادات كرة القدم في المقاطعات في الجنوب تعارض بشدة الاحتراف.
كان نادي وولويتش أرسنال (الذي يُطلق عليه الآن آرسنال ببساطة) أول نادي في لندن يتحول إلى الاحتراف في عام 1891 وكان أحد الدوافع الرئيسية وراء محاولة إنشاء دوري جنوبي ليعكس دوري كرة القدم القائم في الشمال وميدلاندز. ومع ذلك، فشلت هذه المغامرة في مواجهة معارضة اتحاد كرة القدم في لندن، وانضم وولويتش آرسنال بدلاً من ذلك إلى دوري كرة القدم كممثله الوحيد جنوب برمنغهام في عام 1893. بالإضافة إلى ذلك، تأسس دوري للهواة، التحالف الجنوبي، في عام 1892، مع سبعة أندية من المنطقة، لكنه انتهى بعد موسم واحد غير مكتمل.

### تشكيل الرابطة الجنوبية
ومع ذلك، جرت محاولة أخرى لتشكيل الدوري الجنوبي، وكانت هذه المرة ناجحة. تأسست مسابقة للأندية المحترفة والهواة في عام 1894 بمبادرة من نادي ميلوول أتلتيك (ميلوول ببساطة الآن). في البداية، كان من المقرر إنشاء قسم واحد فقط، ولكن كان الحماس للفكرة كبيرًا، مما أدى في النهاية إلى تشكيل قسمين. الأعضاء المؤسسون الأصليون الستة عشر هم:
| الدرجة الأولى           |
| ----------------------- |
| تشاتام                  |
| كلابتون                 |
| إلفورد                  |
| لوتون تاون              |
| ميلوول أتلتيك           |
| ريدنغ                   |
| مصانع الأسلحة الملكية   |
| الحرس الاسكتلندي الثاني |
| سويندون تاون            |

| الدرجة الثانية    |
| ----------------- |
| بروملي            |
| تشيشام            |
| ميدينهيد يونايتد  |
| نيو برومبتون      |
| سانت ستيفن القديم |
| شيبي يونايتد      |
| أوكسبريدج         |

انسحب فريق الحرس الاسكتلندي الثاني قبل بداية الموسم الأول وتم استبداله بفريق كنيسة سانت ماري في ساوثهامبتون. حاول فريق أرسنال وولويتش إضافة فريقهم الاحتياطي إلى الدرجة الثانية ولكن تم رفض هذا الطلب بسبب عضوية النادي الحالية في دوري كرة القدم.

### نجاح الدوري الجنوبي
سرعان ما أصبح الدوري الجنوبي هو المنافسة المهيمنة بعد دوري كرة القدم في جنوب ووسط إنجلترا، وبحلول مطلع القرن العشرين، بدأت بعض فرق الدوري الجنوبي في منافسة دوري كرة القدم بجدية في كأس الاتحاد الإنجليزي. وصفت معاينة لموسم 1900–01 في ديلي نيوز الدوري بأنه «الآن، بلا شك، ثانيًا فقط من حيث الأهمية وقوة أنديته بعد دوري كرة القدم نفسه. باستثناء وولويتش آرسنال، الذي يفضل البقاء عضوًا في الدرجة الثانية من دوري كرة القدم، فإن جميع أفضل الفرق المحترفة في الجنوب مسجلة الآن في صفوف الدوري الجنوبي».
وصل ناديان من الدوري الجنوبي، ساوثهامبتون (في عامي 1900 و1902) وتوتنهام هوتسبير (في عام 1901)، إلى نهائي كأس الاتحاد الإنجليزي لكرة القدم في مطلع القرن العشرين. ويظل توتنهام هوتسبير النادي الوحيد من خارج الدوري الإنجليزي الممتاز (ومنذ إنشائه، الدوري الإنجليزي الممتاز أيضًا) الذي فاز بكأس الاتحاد الإنجليزي لكرة القدم.
انتقل العديد من أفضل اللاعبين في إنجلترا من الدوري الإنجليزي لكرة القدم إلى الدوري الجنوبي في هذا الوقت تقريبًا، بسبب القيود المفروضة على حرية حركتهم وأجورهم التي فرضتها رابطة كرة القدم بين عامي 1893 و1901، وفشل جهود اتحاد لاعبي كرة القدم لتخفيف القيود. وانتهى هذا في عام 1910 عندما توصل الدوري إلى اتفاق متبادل مع رابطة كرة القدم.
التقى أبطال الدوريين خلال هذه الفترة في درع الخير السنوي. ومع ذلك، من بين الاجتماعات الستة التي عقدها أبطال الدوري المعنيون في الدرع، فاز بطل الدوري الجنوبي – برايتون أند هوف ألبيون، بواحد فقط في عام 1910، ويظل هذا هو شرفهم الوطني الوحيد على مستوى عالٍ. حتى الحرب العالمية الأولى، نظم الدوري أيضًا العديد من المباريات التمثيلية «بين الدوريات»، ضد دوري كرة القدم الحادي عشر ومنتخب الدوري الاسكتلندي لكرة القدم. فازوا بالبطولة البريطانية المحلية الافتتاحية بين الدوريات في عام 1910، حيث هزموا دوري كرة القدم 3–2 والدوري الاسكتلندي 1–0 والدوري الأيرلندي 4–0.
في عام 1907، قبل النادي الذي تحول حديثًا إلى اتحاد كرة قدم ونادي برادفورد، وهو نادٍ شمالي، كعضو، مما يعكس مكانته العليا في ذلك الوقت. كما انضم نادي ستاليبريدج سيلتيك وستوك قبل الحرب العالمية الأولى.
في عام 1920، تم استيعاب القسم الأعلى بالكامل تقريبًا من الدوري الجنوبي من قبل دوري كرة القدم ليصبح القسم الثالث الجديد للدوري. وبعد عام واحد، تم توسيع القسم الثالث وتقسيمه إلى مناطق. أصبحت أندية القسم الثالث من الموسم السابق هي القسم الثالث الجنوبي، مع إضافة القسم الثالث الشمالي.[بحاجة لمصدر]
من بين الأعضاء المؤسسين الأصليين، أصبح سبعة منهم – بروملي، وجيلينجهام (نيو برومبتون سابقًا)، ولوتون تاون، وميلوول، وريدينج، وساوثهامبتون، وسويندون تاون – أندية في دوري كرة القدم.[بحاجة لمصدر]

### 1920–1979: دوري تغذية غير رسمي
على مدى العقود الستة التالية، كان دوري كرة القدم والدوري الجنوبي يتبادلان أحيانًا عددًا محدودًا من الأندية نتيجة لعملية إعادة انتخاب الدوري الأقدم. ومنذ عام 1920 فصاعدًا، تم ترسيخ مكانة الدوري الجنوبي كدوري شبه احترافي. وفي عام 1977، أصبح ويمبلدون آخر نادي في الدوري الجنوبي يحقق بنجاح الانتخابات في دوري كرة القدم.[بحاجة لمصدر]

### 1979 فصاعدًا: الدمج في نظام هرمي خارج الدوري
مع سعي أنديتها إلى وسيلة أكثر انتظامًا للتقدم إلى دوري كرة القدم، أصبح الدوري الجنوبي في عام 1979 مغذيًا لدوري التحالف الممتاز الجديد جنبًا إلى جنب مع الدوري الإسثمي والدوري الشمالي الممتاز، وانضمت أفضل أندية الجنوب في ذلك الوقت إلى الدوري الجديد. بدوره، نجح الدوري الأسترالي الممتاز (الذي أعيدت تسميته إلى مؤتمر كرة القدم في عام 1986 والدوري الوطني في عام 2015) في النهاية في أن يصبح مغذيًا لدوري كرة القدم. خسر الدوري المزيد من أنديته الكبرى في عام 2004 عندما أضاف المؤتمر قسمين إقليميين أسفل الدوري الوطني الحالي، وهما مؤتمر الجنوب ومؤتمر الشمال.[بحاجة لمصدر]
في مايو 2017، اختار الاتحاد الإنجليزي لكرة القدم الدوري الجنوبي لإضافة قسم إضافي في الخطوة 3 كجزء من إعادة هيكلة أخرى في الدوري الوطني لكرة القدم؛ تم تحديد درجتي الدوري الممتاز بـ 22 ناديًا لكل منهما. بدأ القسم المركزي الجديد اللعب في موسم 2018–19.

### الرعاية
كان الراعي الأول لدوري الجنوب هو شركة منازل بيزر التي رعت الدوري من عام 1987 إلى عام 1996. الرعاة بعد منازل بيزر حتى يومنا هذا هم: الدكتور مارتنز (1996–2004)، والغاز البريطاني (2006–2009)، وزاماريتو (2009–2011)، وإيفو ستيك (2011–2013)، وغاز كالور (2013–2014)، وإيفو ستيك (2014–2019) وبيت فيكتور (2019–2020). اعتبارًا من موسم 2020–21، تم رعاية الدوري من قبل بيتشينغ إن، برنامج الاستثمار الرياضي الشعبي لشركة إنتاين. في وقت الإعلان، كانت إنتاين تُعرف باسمها السابق جي في سي القابضة. بموجب هذه الشراكة، يتم تسويق الدوري الجنوبي كواحد من دوريات الرمح الثلاثي الثلاث، إلى جانب نظيراتها في إسثميان بريمير الشمالي.

## الأعضاء الحاليين

### بريمير سنترال
| \| النادي \| الأرض \| \| --------------------------- \| ------------------------- \| \| إيه إف سي سودبوري \| مارش الملك \| \| تيلفورد يونايتد \| نيو باكس هيد \| \| ألفتشيرش \| مرج ليه \| \| بانبوري يونايتد \| ملعب سبنسر \| \| بارويل \| طريق كيركبي \| \| بيدفورد تاون \| ملعب إيري \| \| بيجليسويد تاون \| طريق لانجفورد \| \| بيشوب ستورتفورد \| متنزه وودسايد \| \| برومزجروف سبورتنج \| ملعب فيكتوريا \| \| هالسوين تاون \| ملعب ذا جروف \| \| هاربورو تاون \| متنزه بودين \| \| هيتشين تاون \| ملعب توب \| \| كيترينغ تاون \| ملعب لاتيمر \| \| ليستون \| ملعب فيكتوري \| \| لويستوفت تاون \| مرج كراون \| \| ريديتش يونايتد [الإنجليزية] \| ملعب فالي \| \| رويستون تاون \| ممشى الحديقة \| \| سبولدينج يونايتد \| ملعب السير هالي ستيوارت \| \| ستامفورد \| مركز بوردرفيل الرياضي \| \| سانت ايفز تاون \| طريق ويستوود \| \| ستوربريدج \| ملعب النصب التذكاري للحرب \| \| ستراتفورد تاون \| نايتس لين \| | AFC Telford United AFC Sudbury Alvechurch Banbury United Barwell Bedford Town Biggleswade Town Bishop's Stortford Bromsgrove Sporting Halesowen Town Harborough Town Hitchin Town Kettering Town Leiston Lowestoft Town Redditch United Royston Town Spalding United Stamford St Ives Town Stourbridge Stratford Town مواقع أندية دوري كرة القدم الجنوبية حسب الدرجة · – بريم سنترال |
| النادي | الأرض |
| إيه إف سي سودبوري | مارش الملك |
| تيلفورد يونايتد | نيو باكس هيد |
| ألفتشيرش | مرج ليه |
| بانبوري يونايتد | ملعب سبنسر |
| بارويل | طريق كيركبي |
| بيدفورد تاون | ملعب إيري |
| بيجليسويد تاون | طريق لانجفورد |
| بيشوب ستورتفورد | متنزه وودسايد |
| برومزجروف سبورتنج | ملعب فيكتوريا |
| هالسوين تاون | ملعب ذا جروف |
| هاربورو تاون | متنزه بودين |
| هيتشين تاون | ملعب توب |
| كيترينغ تاون | ملعب لاتيمر |
| ليستون | ملعب فيكتوري |
| لويستوفت تاون | مرج كراون |
| ريديتش يونايتد [الإنجليزية] | ملعب فالي |
| رويستون تاون | ممشى الحديقة |
| سبولدينج يونايتد | ملعب السير هالي ستيوارت |
| ستامفورد | مركز بوردرفيل الرياضي |
| سانت ايفز تاون | طريق ويستوود |
| ستوربريدج | ملعب النصب التذكاري للحرب |
| ستراتفورد تاون | نايتس لين |

### بريمير الشمالي
| \| النادي \| الأرض \| \| -------------------------- \| -------------------------- \| \| توتون \| ملعب تيست وود \| \| باسينجستوك تاون \| مجمع وينكلبري لكرة القدم \| \| براكنل تاون \| بوتوم ميدو \| \| تشيرتسي تاون \| ألواينز لين \| \| دورشيستر تاون [الإنجليزية] \| ملعب ذا افينيو \| \| فروم تاون \| تلة بادجر \| \| غلوستر سيتي \| حديقة المرج \| \| جوسبورت بورو \| حديقة بريفيت \| \| هانويل تاون \| ملعب رينولدز \| \| هافانت أند ووترلوفيل \| حديقة ويستلي \| \| هانجرفورد تاون \| شارع بولبيت \| \| مارلو \| ملعب ألفريد ديفيس التذكاري \| \| ميرثير تاون \| حديقة بينيدارين \| \| بلايموث باركواي \| حديقة بوليثو \| \| بول تاون \| ملعب تاتنام \| \| شولينج \| طريق بورتسموث \| \| سويندون سوبر مارين \| هانتس كوبس \| \| تاونتون تاون \| ووردزوورث درايف \| \| تيفيرتون تاون \| ليديسميد \| \| والتون و هيرشام \| مركز إلمبريدج الرياضي \| \| ويمبورن تاون \| نيو كوثبيري \| \| وينشستر سيتي \| ملعب سيتي \| | AFC Totton Basingstoke Town Bracknell Town Chertsey Town Dorchester Town Frome Town Gloucester City Gosport Borough Hanwell Town Havant & Waterlooville Hungerford Town Marlow Merthyr Town Plymouth Parkway Poole Town Sholing Swindon Supermarine Taunton Town Tiverton Town Walton & Hersham Wimborne Town Winchester City مواقع أندية دوري كرة القدم الجنوبية حسب الدرجة · – بريم ساوث |
| النادي | الأرض |
| توتون | ملعب تيست وود |
| باسينجستوك تاون | مجمع وينكلبري لكرة القدم |
| براكنل تاون | بوتوم ميدو |
| تشيرتسي تاون | ألواينز لين |
| دورشيستر تاون [الإنجليزية] | ملعب ذا افينيو |
| فروم تاون | تلة بادجر |
| غلوستر سيتي | حديقة المرج |
| جوسبورت بورو | حديقة بريفيت |
| هانويل تاون | ملعب رينولدز |
| هافانت أند ووترلوفيل | حديقة ويستلي |
| هانجرفورد تاون | شارع بولبيت |
| مارلو | ملعب ألفريد ديفيس التذكاري |
| ميرثير تاون | حديقة بينيدارين |
| بلايموث باركواي | حديقة بوليثو |
| بول تاون | ملعب تاتنام |
| شولينج | طريق بورتسموث |
| سويندون سوبر مارين | هانتس كوبس |
| تاونتون تاون | ووردزوورث درايف |
| تيفيرتون تاون | ليديسميد |
| والتون و هيرشام | مركز إلمبريدج الرياضي |
| ويمبورن تاون | نيو كوثبيري |
| وينشستر سيتي | ملعب سيتي |

### الدرجة الأولى المركزية
| \| النادي \| الأرض \| \| ----------------- \| --------------------- \| \| دنستابل \| حديقة كريسي \| \| إيلسبري يونايتد \| المرج \| \| بارتون روفرز \| طريق شاربنهو \| \| بيكونسفيلد تاون \| حديقة هولويز \| \| بيركهامستد \| برودواتر \| \| بيجليسويد \| إيري \| \| إنفيلد \| حديقة هيرتينغفوردبيري \| \| فلاكويل هيث \| حديقة ويلكس \| \| هادلي \| شارع بريكفيلد \| \| هيرتفورد تاون \| حديقة هيرتينغفوردبيري \| \| كيدلينجتون \| طريق يارنتون \| \| كينجز لانجلي \| حديقة جايود \| \| ليتون تاون \| بيل كلوز \| \| ليفرستوك جرين \| بانكيك لين \| \| نورث لي \| حديقة إينشام \| \| نورثوود \| حديقة نورثوود \| \| ريال بيدفورد \| حديقة ماكمولين \| \| ستوتفولد \| حديقة نيو روكر \| \| ثامي يونايتد \| حديقة ميدو فيو \| \| وير \| حديقة وودسون \| \| ويلوين جاردن سيتي \| طريق هيرنز \| | AFC Dunstable Aylesbury United Barton Rovers Beaconsfield Town Berkhamsted Biggleswade Enfield Flackwell Heath Hadley Hertford Town Leighton Town Leverstock Green Kidlington Kings Langley North Leigh Northwood Real Bedford Stotfold Thame United Waltham Abbey Welwyn Garden City مواقع أندية دوري كرة القدم الجنوبية حسب الدرجة · – الدرجة 1 سنترال |
| النادي | الأرض |
| دنستابل | حديقة كريسي |
| إيلسبري يونايتد | المرج |
| بارتون روفرز | طريق شاربنهو |
| بيكونسفيلد تاون | حديقة هولويز |
| بيركهامستد | برودواتر |
| بيجليسويد | إيري |
| إنفيلد | حديقة هيرتينغفوردبيري |
| فلاكويل هيث | حديقة ويلكس |
| هادلي | شارع بريكفيلد |
| هيرتفورد تاون | حديقة هيرتينغفوردبيري |
| كيدلينجتون | طريق يارنتون |
| كينجز لانجلي | حديقة جايود |
| ليتون تاون | بيل كلوز |
| ليفرستوك جرين | بانكيك لين |
| نورث لي | حديقة إينشام |
| نورثوود | حديقة نورثوود |
| ريال بيدفورد | حديقة ماكمولين |
| ستوتفولد | حديقة نيو روكر |
| ثامي يونايتد | حديقة ميدو فيو |
| وير | حديقة وودسون |
| ويلوين جاردن سيتي | طريق هيرنز |

### الدرجة الأولى الجنوبية
| \| النادي \| الأرض \| \| ---------------------- \| --------------------------- \| \| باشلي \| طريق باشلي \| \| هارليكوينز بيمرتون هيث \| حديقة القمر \| \| بيدفورد \| الملعب الرياضي \| \| بيشوبس كليف \| كايتي لين \| \| بريستول مانور فارم \| ذا كريك \| \| سيندرفورد تاون \| كوزواي جراوند \| \| كريبس \| ذا لاونز \| \| ديدكوت تاون \| لوب ميدو \| \| إيفشام يونايتد \| ملعب سبيرز و هارتويل جوبيلي \| \| إكسماوث تاون \| الطريق الجنوبي \| \| فالماوث تاون \| حديقة بيكلاند \| \| هيلستون أثليتيك \| حديقة كيلاواي \| \| لاركهول أثليتيك \| بلاين هام \| \| مالفيرن تاون \| ملعب لانجلاند \| \| ميلكشام تاون \| ملعب أوكفيلد \| \| ماوس هول \| ترونجل بارك \| \| شافتسبري \| كوكرامز \| \| تافيستوك \| حديقة لانجسفورد \| \| ثاتشام تاون \| حديقة واترسايد \| \| ويستبوري يونايتد \| ميدو لين \| \| ويلاند روفرز \| شارع سيلفر \| \| ييت تاون \| طريق لودج \| | Bashley Bideford Bishop's Cleeve Bristol Manor Farm Bemerton Heath Harlequins Cinderford Town Cribbs Didcot Town Evesham United Exmouth Town Falmouth Town Helston Athletic Larkhall Athletic Malvern Town Melksham Town Mousehole Shaftesbury Tavistock Thatcham Town Westbury United Willand Rovers Yate Town مواقع أندية دوري كرة القدم الجنوبية حسب الدرجة · – الدرجة 1 جنوب |
| النادي | الأرض |
| باشلي | طريق باشلي |
| هارليكوينز بيمرتون هيث | حديقة القمر |
| بيدفورد | الملعب الرياضي |
| بيشوبس كليف | كايتي لين |
| بريستول مانور فارم | ذا كريك |
| سيندرفورد تاون | كوزواي جراوند |
| كريبس | ذا لاونز |
| ديدكوت تاون | لوب ميدو |
| إيفشام يونايتد | ملعب سبيرز و هارتويل جوبيلي |
| إكسماوث تاون | الطريق الجنوبي |
| فالماوث تاون | حديقة بيكلاند |
| هيلستون أثليتيك | حديقة كيلاواي |
| لاركهول أثليتيك | بلاين هام |
| مالفيرن تاون | ملعب لانجلاند |
| ميلكشام تاون | ملعب أوكفيلد |
| ماوس هول | ترونجل بارك |
| شافتسبري | كوكرامز |
| تافيستوك | حديقة لانجسفورد |
| ثاتشام تاون | حديقة واترسايد |
| ويستبوري يونايتد | ميدو لين |
| ويلاند روفرز | شارع سيلفر |
| ييت تاون | طريق لودج |

## الأبطال
يسرد هذا القسم الفائزين السابقين بالدوري الجنوبي. الفائزون حتى عام 1993 المصدر:
| الموسم  | القسم الأول           | القسم الثاني              |
| ------- | --------------------- | ------------------------- |
| 1894–95 | ميلوول أتلتيك         | نيو برومبتون              |
| 1895–96 | ميلوول أتلتيك         | ولفيرتون إل & إن دبليو آر |
| 1896–97 | ساوثهامبتون سانت ماري | دارتفورد                  |
| 1897–98 | ساوثهامبتون           | المدفعية الملكية بورتسموث |

بالنسبة لموسم 1898–99، تم تقسيم القسم الثاني إلى قسمي لندن وجنوب غرب، مع إقامة مباراة فاصلة بين الفائزين في كل قسم.
| الموسم  | القسم الأول | القسم الثاني (لندن)    | القسم الثاني | تصفيات القسم الثاني |
| ------- | ----------- | ---------------------- | ------------ | ------------------- |
| 1898–99 | ساوثهامبتون | مصانع الحديد في التيمز | كاوز         | التايمز فاز 3–1     |

في موسم 1899–1900، عاد الدوري إلى الشكل القديم، بعد استقالة جميع أعضاء القسم الجنوبي الغربي. 
| الموسم    | الدرجة الأولى     | الدرجة الثانية   |
| --------- | ----------------- | ---------------- |
| 1899–1900 | توتنهام هوتسبير   | واتفورد          |
| 1900–01   | ساوثهامبتون       | برينتفورد        |
| 1901–02   | بورتسموث          | فولهام           |
| 1902–03   | ساوثهامبتون       | فولهام           |
| 1903–04   | ساوثهامبتون       | واتفورد          |
| 1904–05   | بريستول روفرز     | فولهام الاحتياطي |
| 1905–06   | فولهام            | كريستال بالاس    |
| 1906–07   | فولهام            | ساوثيند يونايتد  |
| 1907–08   | كوينز بارك رينجرز | ساوثيند يونايتد  |
| 1908–09   | نورثامبتون تاون   | كرويدون كومن     |

بالنسبة لموسم 1909–10، تم تقسيم القسم الثاني إلى قسم «أ» وقسم «ب»، حيث يتنافس الفائزون في كل قسم في مباراة فاصلة للحصول على بطولة القسم الثاني.
| الموسم  | القسم الأول            | القسم الثاني (أ) | القسم الثاني (ب)                | تصفيات القسم الثاني |
| ------- | ---------------------- | ---------------- | ------------------------------- | ------------------- |
| 1909–10 | برايتون أند هوف ألبيون | ستوك             | هاستينجز وسانت ليوناردز يونايتد | ستوك فاز 6–0        |

بالنسبة لموسم 1910–11، عاد الدوري مرة أخرى إلى الشكل السابق.
| الموسم  | الدرجة الأولى     | الدرجة الثانية |
| ------- | ----------------- | -------------- |
| 1910–11 | سويندون تاون      | ريدنغ          |
| 1911–12 | كوينز بارك رينجرز | ميرثير تاون    |
| 1912–13 | بليموث أرجايل     | كارديف سيتي    |
| 1913–14 | سويندون تاون      | كرويدون كومن   |
| 1914–15 | واتفورد           | ستوك           |
| 1919–20 | بورتسموث          | ميد روندا      |

في نهاية موسم 1919–20، انتقلت أغلب أندية الدرجة الأولى إلى الدرجة الثالثة الجديدة من الدوري الإنجليزي لكرة القدم. وبالتالي، تم تقسيم الدوري الجنوبي إلى قسمين لإنجلترا وويلز، حيث يتنافس الفائزون في كل قسم في مباراة فاصلة على بطولة الدوري الجنوبي.
| الموسم  | القسم الإنجليزي         | القسم الويلزي | تصفيات البطولة    |
| ------- | ----------------------- | ------------- | ----------------- |
| 1920–21 | برايتون أند هوف ألبيون  | باري          | برايتون فاز 2–1   |
| 1921–22 | بليموث أرجايل الاحتياطي | إيبو فالي     | بلايموث فاز 3–0   |
| 1922–23 | بريستول سيتي الاحتياطي  | إيبو فالي     | إيبو فالي فاز 2–1 |

بالنسبة لموسم 1923–24، تم تقسيم الدوري إلى قسمين إقليميين، حيث يتنافس الفائزون في كل قسم في مباراة فاصلة على بطولة الدوري الجنوبي.
| الموسم  | القسم الشرقي                     | القسم الغربي            | تصفيات البطولة      |
| ------- | -------------------------------- | ----------------------- | ------------------- |
| 1923–24 | بيتربورو وفليتون يونايتد         | يوفيل وبيترز يونايتد    | بيتربورو فاز 3–1    |
| 1924–25 | ساوثهامبتون الاحتياطي            | سوانزي سيتي الاحتياطي   | ساوثهامبتون فاز 2–1 |
| 1925–26 | ميلوول الاحتياطي                 | بليموث أرجايل الاحتياطي | بلايموث فاز 1–0     |
| 1926–27 | برايتون أند هوف ألبيون الاحتياطي | توركي يونايتد           | برايتون فاز 4–0     |
| 1927–28 | كيترينغ تاون                     | بريستول سيتي الاحتياطي  | كيتيرنج فاز 5–0     |
| 1928–29 | كيترينغ تاون                     | بليموث أرجايل الاحتياطي | بلايموث فاز 4–2     |
| 1929–30 | ألدرشوت تاون                     | باث سيتي                | ألدرشوت فاز 3–2     |
| 1930–31 | دارتفورد                         | إكستر سيتي الاحتياطي    | دارتفورد فاز 7–2    |
| 1931–32 | دارتفورد                         | يوفيل وبيترز يونايتد    | دارتفورد فاز 2–1    |
| 1932–33 | نورويتش سيتي الاحتياطي           | باث سيتي                | نورويتش فاز 2–1     |

في موسم 1933–34، تم تقديم قسم إضافي، القسم المركزي، لتوفير مباريات إضافية. وضم القسم المركزي أندية من القسمين الآخرين ولم يساهم في البطولة الإجمالية.
| الموسم  | القسم الشرقي           | القسم الغربي            | القسم المركزي           | تصفيات البطولة  |
| ------- | ---------------------- | ----------------------- | ----------------------- | --------------- |
| 1933–34 | نورويتش سيتي الاحتياطي | بليموث أرجايل الاحتياطي | بليموث أرجايل الاحتياطي | بلايموث فاز 3–0 |
| 1934–35 | نورويتش سيتي الاحتياطي | يوفيل وبيترز يونايتد    | فوكستون                 | نورويتش فاز 7–2 |
| 1935–36 | مارغيت                 | بليموث أرجايل الاحتياطي | مارغيت                  | مارغيت فاز 3–1  |

في موسم 1936–37، تم دمج القسمين الشرقي والغربي في قسم واحد. وتم الحصول على مباريات إضافية من خلال قسم منتصف الأسبوع الذي لم يساهم في البطولة الإجمالية.
| الموسم  | الدوري الجنوبي   | قسم منتصف الاسبوع    |
| ------- | ---------------- | -------------------- |
| 1936–37 | إيبسويتش تاون    | مارغيت               |
| 1937–38 | غيلفورد سيتي     | ميلوول الاحتياطي     |
| 1938–39 | كولتشستر يونايتد | تونبريدج ويلز رينجرز |

في موسم 1945–46، لم يتم لعب قسم منتصف الأسبوع بسبب قيود الطاقة بعد الحرب العالمية الثانية.
| الموسم  | الدوري الجنوبي    |
| ------- | ----------------- |
| 1945–46 | تشيلمسفورد سيتي   |
| 1946–47 | غيلينغهام         |
| 1947–48 | ميرثير تيدفيل     |
| 1948–49 | غيلينغهام         |
| 1949–50 | ميرثير تيدفيل     |
| 1950–51 | ميرثير تيدفيل     |
| 1951–52 | ميرثير تيدفيل     |
| 1952–53 | أكسفورد يونايتد   |
| 1953–54 | ميرثير تيدفيل     |
| 1954–55 | يوفل تاون         |
| 1955–56 | غيلفورد سيتي      |
| 1956–57 | كيترينغ تاون      |
| 1957–58 | جريفزند ونورثفليت |

في موسم 1958–59، تم تقسيم الدوري الجنوبي مرة أخرى إلى قسمين: الشمال الغربي والجنوب الشرقي. تنافس الفائزون في كل قسم على بطولة الدوري الجنوبي.
| الموسم  | القسم الشمالي الغربي | القسم الجنوبي الشرقي | تصفيات البطولة  |
| ------- | -------------------- | -------------------- | --------------- |
| 1958–59 | هيرفورد يونايتد      | بيدفورد تاون         | بيدفورد فاز 2–1 |

وشهد الموسم التالي دمج القسمين لتشكيل دوري الدرجة الأولى، كما تم تقديم دوري الدرجة الأولى الجديد.
| الموسم  | الدرجة الممتازة  | الدرجة الأولى   |
| ------- | ---------------- | --------------- |
| 1959–60 | باث سيتي         | كلاكتون تاون    |
| 1960–61 | أكسفورد يونايتد  | كيترينغ تاون    |
| 1961–62 | أكسفورد يونايتد  | ويسبيتش تاون    |
| 1962–63 | كامبريدج ستي     | مارغيت          |
| 1963–64 | يوفل تاون        | فوكستون تاون    |
| 1964–65 | ويموث            | هيرفورد يونايتد |
| 1965–66 | ويموث            | بارنت           |
| 1966–67 | رومفورد          | دوفر            |
| 1967–68 | تشيلمسفورد سيتي  | ووستر سيتي      |
| 1968–69 | كامبريدج يونايتد | برينتوود تاون   |
| 1969–70 | كامبريدج يونايتد | بيدفورد تاون    |
| 1970–71 | يوفل تاون        | غيلفورد سيتي    |

بالنسبة لموسم 1971–1972، تم تقسيم القسم الأول إلى مناطق.
| الموسم  | الدرجة الممتازة | الدرجة الأولى الشمالية      | الدرجة الأولى الجنوبية |
| ------- | --------------- | --------------------------- | ---------------------- |
| 1971–72 | تشيلمسفورد سيتي | كيترينغ تاون                | ووترلوفيل              |
| 1972–73 | كيترينغ تاون    | غرانثام                     | مايدستون يونايتد       |
| 1973–74 | دارتفورد        | ستوربريدج                   | ويلدستون               |
| 1974–75 | ويمبلدون        | بيدفورد تاون                | جريفزند ونورثفليت      |
| 1975–76 | ويمبلدون        | ريديتش يونايتد [الإنجليزية] | مينهيد                 |
| 1976–77 | ويمبلدون        | ووستر سيتي                  | بارنت                  |
| 1977–78 | باث سيتي        | ويتني تاون                  | مارغيت                 |
| 1978–79 | ووستر سيتي      | غرانثام                     | دوفر                   |

في موسم 1979–80، انضمت ثلاثة عشر ناديًا من الدرجة الممتازة إلى دوري دوري التحالف الممتاز الذي تم تشكيله حديثًا. تم دمج الدرجة الممتازة والدرجة الأولى لاحقًا، وتم تشكيل قسمين إقليميين.
| الموسم  | قسم ميدلاند  | القسم الجنوبي              |
| ------- | ------------ | -------------------------- |
| 1979–80 | بريدجند تاون | دورشيستر تاون [الإنجليزية] |
| 1980–81 | ألفتشيرش     | دارتفورد                   |
| 1981–82 | نونيتون بورو | ويلدستون                   |

بالنسبة لموسم 1982–83، تم إعادة تقديم دوري الدرجة الممتازة، فوق الأقسام الإقليمية.
| الموسم  | الدرجة الممتازة  | قسم ميدلاند      | القسم الجنوبي              |
| ------- | ---------------- | ---------------- | -------------------------- |
| 1982–83 | إيه بي ليمنجتون  | تشيلتنهام تاون   | فيشر أثليتيك               |
| 1983–84 | دارتفورد         | ويلينهول تاون    | الطريق البحري ساوثهامبتون  |
| 1984–85 | تشيلتنهام تاون   | دودلي تاون       | باسينجستوك تاون            |
| 1985–86 | ويلينغ يونايتد   | برومزجروف روفرز  | كامبريدج ستي               |
| 1986–87 | فيشر أثليتيك     | رجبي تاون        | دورشيستر تاون [الإنجليزية] |
| 1987–88 | إيلسبري يونايتد  | ميرثير تيدفيل    | دوفر أثليتيك               |
| 1988–89 | ميرثير تيدفيل    | غلوستر سيتي      | تشيلمسفورد سيتي            |
| 1989–90 | دوفر أثليتيك     | هالسوين تاون     | باشلي                      |
| 1990–91 | فارنبوروه تاون   | ستوربريدج        | باكنغهام تاون              |
| 1991–92 | برومزجروف روفرز  | سوليهال بورو     | هاستينغز يونايتد           |
| 1992–93 | دوفر أثليتيك     | نونيتون بورو     | سيتينجبورن                 |
| 1993–94 | فارنبوروه تاون   | روشدين ودايموندز | جريفزند ونورثفليت          |
| 1994–95 | هدنسفورد تاون    | نيوبورت كونتي    | سالزبوري سيتي              |
| 1995–96 | روشدين ودايموندز | نونيتون بورو     | سيتينجبورن                 |
| 1996–97 | جريسلي روفرز     | تاموورث          | فوريست غرين                |
| 1997–98 | فوريست غرين      | غرانثام تاون     | ويموث                      |
| 1998–99 | نونيتون بورو     | كليفتون تاون     | هافانت أند ووترلوفيل       |

بالنسبة لموسم 1999–2000، تمت إعادة تسمية الأقسام الإقليمية إلى الأقسام الشرقية والغربية.
| الموسم    | الدرجة الممتازة | القسم الشرقي               | القسم الغربي                |
| --------- | --------------- | -------------------------- | --------------------------- |
| 1999–2000 | بوسطن يونايتد   | فيشر أثليتيك               | ستافورد رينجرز              |
| 2000–01   | مارغيت          | نيوبورت أي أو دبليو        | هينكلي يونايتد              |
| 2001–02   | كيترينغ تاون    | هاستينغز يونايتد           | هالسوين تاون                |
| 2002–03   | تاموورث         | دورشيستر تاون [الإنجليزية] | ميرثير تيدفيل               |
| 2003–04   | كرولي تاون      | كينغز لين                  | ريديتش يونايتد [الإنجليزية] |
| 2004–05   | هيستون          | فيشر أثليتيك               | مانجوتسفيلد يونايتد         |
| 2005–06   | سالزبوري سيتي   | بوريهام وود                | كليفتون تاون                |

بالنسبة لموسم 2006–07، تمت إعادة تسمية القسمين الإقليميين إلى القسم الأول ميدلاندز والقسم الأول الجنوب والغرب.
| الموسم  | الدرجة الممتازة | الدرجة الأولى ميدلاندز | الدرجة الأولى الجنوبية والغربية |
| ------- | --------------- | ---------------------- | ------------------------------- |
| 2006–07 | باث سيتي        | براكلي تاون            | باشلي                           |
| 2007–08 | كينغز لين       | إيفشام يونايتد         | فارنبوروه                       |
| 2008–09 | كوربي تاون      | ليمنجتون               | ترو سيتي                        |

بالنسبة لموسم 2009–10، تم تغيير اسم القسم الأول من ميدلاندز إلى القسم الأول المركزي.
| الموسم  | الدرجة الممتازة     | الدرجة الأولى المركزية | الدرجة الأولى الجنوبية والغربية |
| ------- | ------------------- | ---------------------- | ------------------------------- |
| 2009–10 | فارنبوروه           | بري تاون               | وندسور وإيتون                   |
| 2010–11 | ترو سيتي            | أرليسي تاون            | توتون                           |
| 2011–12 | براكلي تاون         | سانت نيوتس تاون        | بيدفورد                         |
| 2012–13 | ليمنجتون            | بيرنهام                | بول تاون                        |
| 2013–14 | هيميل هيمبستيد تاون | دونستابل تاون          | سيرينسيستر تاون                 |
| 2014–15 | كوربي تاون          | كيترينغ تاون           | ميرثير تاون                     |
| 2015–16 | بول تاون            | كينجز لانجلي           | سيندرفورد تاون                  |
| 2016–17 | تشبنهام تاون        | رويستون تاون           | هيرفورد                         |

بالنسبة لموسم 2017–18، تمت إعادة تسمية الأقسام الوسطى والجنوبية والغربية إلى الشرق والغرب على التوالي.
| الموسم  | الدرجة الممتازة | الدرجة الشرقية  | الدرجة الغربية |
| ------- | --------------- | --------------- | -------------- |
| 2017–18 | هيرفورد         | بيكونسفيلد تاون | تاونتون تاون   |

في الموسم التالي، تم تقسيم الدوري الممتاز إلى أقسام إقليمية، ليصبح القسم الجنوبي، وتمت إضافة القسم المركزي. وتم إعادة تنظيم الأقسام الشرقية والغربية لتصبح القسمين الأوسط والجنوبي مرة أخرى.
| الموسم   | الدرجة الأولى المركزية | الدرجة الأولى الجنوبية        | الدرجة الأولى المركزية | الدرجة الأولى الجنوبية |
| -------- | ---------------------- | ----------------------------- | ---------------------- | ---------------------- |
| 2018–19  | كيترينغ تاون           | ويموث                         | بيتربورو سبورتس        | بلاكفيلد ولانجلي       |
| 2019–201 | تاموورث                | ترو سيتي                      | بيركهامستد             | ثاتشام تاون            |
| 2020–212 | كولفيل تاون            | بول تاون                      | كوربي تاون             | سيرينسيستر تاون        |
| 2021–22  | بانبوري يونايتد        | تاونتون تاون                  | بيدفورد تاون           | بلايموث باركواي        |
| 2022–23  | تاموورث                | ويستون سوبر ماري [الإنجليزية] | بيركهامستد             | توتون                  |
| 2023–24  | نيدهام ماركت           | تشيشام يونايتد                | بيجليسويد تاون         | ويمبورن تاون           |

1 تم إنهاء موسم 2019–20 في 26 مارس 2020 بسبب جائحة فيروس كورونا؛ كانت الفرق المدرجة هنا في المركز الأول في الترتيب وقت الإنهاء، ولكن لم يتم الاعتراف بها كأبطال.
2 كما تم إنهاء موسم 2020–21 في 24 فبراير 2021 بسبب جائحة فيروس كورونا؛ وكانت الفرق المدرجة هنا في المركز الأول في الترتيب وقت الإنهاء، ولكن لم يتم الاعتراف بها كأبطال.

### الصعود
منذ تأسيس الدوري في عام 1894، فازت الأندية التالية بالترقية إلى مستويات أعلى من نظام الدوري الإنجليزي لكرة القدم –
| المواسم   | صعد إلى                                |
| --------- | -------------------------------------- |
| 1892–1921 | دوري كرة القدم الدرجة الثانية          |
| 1920–1921 | دوري كرة القدم الدرجة الثالثة          |
| 1921–1958 | دوري كرة القدم الدرجة الثالثة الجنوبية |
| 1958–1979 | دوري كرة القدم الدرجة الرابعة          |
| 1979–1986 | دوري التحالف الممتاز                   |
| 1986–2003 | مؤتمر كرة القدم                        |
| 2003–2005 | المؤتمر الوطني لكرة القدم              |
| 2004–2015 | مؤتمر كرة القدم الشمالي                |
| 2004–2015 | مؤتمر كرة القدم الجنوبي                |
| 2015–الآن | دوري الشمال الوطني                     |
| 2015–الآن | دوري الجنوب الوطني                     |

| الموسم  | النادي | المركز | الصعود إلى                                                                                        |
| ------- | --- | --- | ------------------------------------------------------------------------------------------------- |
| 1900–01 | بريستول سيتي | الثاني | دوري كرة القدم الدرجة الثانية                                                                     |
| 1904–05 | ليتون أورينت | الثامن | دوري كرة القدم الدرجة الثانية                                                                     |
| 1906–07 | فولهام | الأول | دوري كرة القدم الدرجة الثانية                                                                     |
| 1907–08 | برادفورد بارك أفنيو توتنهام هوتسبير | الثالث عشر السابع | دوري كرة القدم الدرجة الثانية                                                                     |
| 1914–15 | ستوك كوفنتري سيتي وست هام يونايتد | الأول الخامس الأول | دوري كرة القدم الدرجة الثانية                                                                     |
| 1919–20 | كارديف سيتي بورتسموث واتفورد كريستال بالاس بليموث أرجايل كوينز بارك رينجرز ريدنغ ساوثهامبتون سوانزي سيتي إكستر سيتي ساوثيند يونايتد نورويتش سيتي سويندون تاون ميلوول برينتفورد برايتون أند هوف ألبيون بريستول روفرز نيوبورت كونتي نورثامبتون تاون لوتون تاون ميرثير تاون غيلينغهام | الرابع الأول الثاني الثالث الخامس السادس السابع الثامن التاسع العاشر الحادي عشر الثاني عشر الثالث عشر الرابع عشر الخامس عشر السادس عشر السابع عشر الثامن عشر التاسع عشر العشرون الحادي والعشرون الثاني والعشرون | دوري كرة القدم الدرجة الثانية دوري كرة القدم الدرجة الثالثة                                       |
| 1920–21 | تشارلتون أثلتيك أبيردير أتلتيك | الثامن الثاني | دوري كرة القدم الدرجة الثالثة                                                                     |
| 1922–23 | بوسكومب | الثاني | دوري كرة القدم الدرجة الثالثة                                                                     |
| 1926–27 | توركي يونايتد | الأول | دوري كرة القدم الدرجة الثالثة                                                                     |
| 1929–30 | جمعية التيمز | الثالث | دوري كرة القدم الدرجة الثالثة                                                                     |
| 1931–32 | ألدرشوت تاون نيوبورت كونتي | التاسع السادس | دوري كرة القدم الدرجة الثالثة                                                                     |
| 1937–38 | إيبسويتش تاون | الثالث | دوري كرة القدم الدرجة الثالثة                                                                     |
| 1949–50 | كولتشستر يونايتد غيلينغهام | الثاني الخامس | دوري كرة القدم الدرجة الثالثة                                                                     |
| 1961–62 | أكسفورد يونايتد | الأول | دوري كرة القدم الدرجة الرابعة                                                                     |
| 1969–70 | كامبريدج يونايتد | الأول | دوري كرة القدم الدرجة الرابعة                                                                     |
| 1971–72 | هيرفورد يونايتد | الثاني | دوري كرة القدم الدرجة الرابعة                                                                     |
| 1976–77 | ويمبلدون | الأول | دوري كرة القدم الدرجة الرابعة                                                                     |
| 1978–79 | ووستر سيتي كيترينغ تاون تلفورد يونايتد مايدستون يونايتد باث سيتي ويموث ليمنجتون ريديتش يونايتد [الإنجليزية] يوفل تاون نونيتون بورو جريفزند ونورثفليت بارنت ويلدستون | الأول الثاني الثالث الرابع الخامس السادس السابع الثامن التاسع الحادي عشر الثاني عشر الثالث عشر الخامس عشر | دوري التحالف الممتاز                                                                              |
| 1980–81 | تروبريدج تاون دارتفورد | الثالث الأول | دوري التحالف الممتاز                                                                              |
| 1981–82 | نونيتون بورو ويلدستون | الأول | دوري التحالف الممتاز                                                                              |
| 1982–83 | كيدرمينستر هاريرز | الثاني | دوري التحالف الممتاز                                                                              |
| 1983–84 | دارتفورد | الأول | دوري التحالف الممتاز                                                                              |
| 1984–85 | تشيلتنهام تاون | الأول | دوري التحالف الممتاز                                                                              |
| 1985–86 | ويلينغ يونايتد | الأول | مؤتمر كرة القدم                                                                                   |
| 1986–87 | فيشر أثليتيك | الأول | مؤتمر كرة القدم                                                                                   |
| 1987–88 | إيلسبري يونايتد | الأول | مؤتمر كرة القدم                                                                                   |
| 1988–89 | ميرثير تيدفيل | الأول | مؤتمر كرة القدم                                                                                   |
| 1989–90 | باث سيتي | الثاني | مؤتمر كرة القدم                                                                                   |
| 1990–91 | فارنبوروه تاون | الأول | مؤتمر كرة القدم                                                                                   |
| 1991–92 | برومزجروف روفرز | الأول | مؤتمر كرة القدم                                                                                   |
| 1992–93 | دوفر أثليتيك | الأول | مؤتمر كرة القدم                                                                                   |
| 1993–94 | فارنبوروه تاون | الأول | مؤتمر كرة القدم                                                                                   |
| 1994–95 | هدنسفورد تاون | الأول | مؤتمر كرة القدم                                                                                   |
| 1995–96 | روشدين ودايموندز | الأول | مؤتمر كرة القدم                                                                                   |
| 1996–97 | تشيلتنهام تاون | الثاني | مؤتمر كرة القدم                                                                                   |
| 1997–98 | فوريست غرين | الأول | مؤتمر كرة القدم                                                                                   |
| 1998–99 | نونيتون بورو | الأول | مؤتمر كرة القدم                                                                                   |
| 1999–00 | بوسطن يونايتد | الأول | مؤتمر كرة القدم                                                                                   |
| 2000–01 | مارغيت | الأول | مؤتمر كرة القدم                                                                                   |
| 2001–02 | كيترينغ تاون | الأول | مؤتمر كرة القدم                                                                                   |
| 2002–03 | تاموورث | الأول | مؤتمر كرة القدم                                                                                   |
| 2003–04 | كرولي تاون ستافورد رينجرز نونيتون بورو ووستر سيتي هينكلي يونايتد موور غرين ويموث نيوبورت كونتي كامبريدج ستي ويلينغ يونايتد ويستون سوبر ماري إيستبورن بوروه هافانت أند ووترلوفيل دورشيستر تاون [الإنجليزية] ريديتش يونايتد [الإنجليزية]                                             | الأول الثالث الرابع الخامس السادس الثالث عشر الثاني السابع الثامن التاسع العاشر الحادي عشر الثاني عشر السابع عشر* الأول*                                                                                        | المؤتمر الوطني لكرة القدم مؤتمر كرة القدم الشمالي مؤتمر كرة القدم الجنوبي مؤتمر كرة القدم الشمالي |
| 2004–05 | هيستون هدنسفورد تاون | الأول الرابع* | مؤتمر كرة القدم الجنوبي مؤتمر كرة القدم الشمالي                                                   |
| 2005–06 | سالزبوري سيتي بيدفورد تاون | الأول الخامس* | مؤتمر كرة القدم الجنوبي                                                                           |
| 2006–07 | باث سيتي ميدينهيد يونايتد | الأول الرابع* | مؤتمر كرة القدم الجنوبي                                                                           |
| 2007–08 | كينغز لين فريق باث | الأول الثاني* | مؤتمر كرة القدم الجنوبي                                                                           |
| 2008–09 | كوربي تاون غلوستر سيتي | الأول الثالث* | مؤتمر كرة القدم الجنوبي                                                                           |
| 2009–10 | فارنبوروه نونيتون تاون [الإنجليزية] | الأول الثاني* | مؤتمر كرة القدم الجنوبي                                                                           |
| 2010–11 | ترو سيتي سالزبوري سيتي | الأول الثالث* | مؤتمر كرة القدم الجنوبي                                                                           |
| 2011–12 | براكلي تاون أكسفورد سيتي | الأول الثاني* | مؤتمر كرة القدم الجنوبي                                                                           |
| 2012–13 | ليمنجتون جوسبورت بورو ‏ | الأول الخامس* | مؤتمر كرة القدم الجنوبي                                                                           |
| 2013–14 | هيميل هيمبستيد تاون هانجرفورد تاون | الأول الرابع* | مؤتمر كرة القدم الجنوبي                                                                           |
| 2014–15 | كوربي تاون ترو سيتي | الأول الثالث* | دوري الشمال الوطني دوري الجنوب الوطني                                                             |
| 2015–16 | بول تاون هانجرفورد تاون | الأول الرابع* | دوري الشمال الوطني دوري الجنوب الوطني                                                             |
| 2016–17 | تشبنهام تاون ليمنجتون | الأول الثاني* | دوري الشمال الوطني دوري الجنوب الوطني                                                             |
| 2017–18 | هيرفورد سلاو تاون | الأول الثالث* | دوري الشمال الوطني دوري الجنوب الوطني                                                             |
| 2018–19 | كيترينغ تاون كينغز لين تاون ويموث | الأول الثاني* الأول | دوري الشمال الوطني دوري الجنوب الوطني                                                             |
| 2019–20 | لا صعود إلى الدوري الوطني الشمالي أو الجنوبي | لا صعود إلى الدوري الوطني الشمالي أو الجنوبي | لا صعود إلى الدوري الوطني الشمالي أو الجنوبي                                                      |
| 2020–21 | تم إلغاء صعود الخطوة 3 | تم إلغاء صعود الخطوة 3 | تم إلغاء صعود الخطوة 3                                                                            |
| 2021–22 | بانبوري يونايتد بيتربورو سبورتس تاونتون تاون فارنبوروه | الأول الثاني* الأول الثالث* | دوري الشمال الوطني دوري الجنوب الوطني                                                             |
| 2022–23 | تاموورث راشال أوليمبيك ويستون سوبر ماري [الإنجليزية] ترو سيتي | الأول الخامس* الأول الثالث* | دوري الشمال الوطني دوري الجنوب الوطني                                                             |
| 2023–24 | نيدهام ماركت ليمنجتون تشيشام يونايتد سالزبوري [الإنجليزية] | الأول الثالث* الأول الثالث* | دوري الشمال الوطني دوري الجنوب الوطني                                                             |

تشير العلامة النجمية إلى أن النادي صعد عن طريق المباريات الفاصلة

## الفائزون بكأس الدوري
| الموسم        | الفائزون (الدرجة)              |
| ------------- | ------------------------------ |
| 1932–33       | بليموث أرجايل الاحتياطي        |
| 1933–34       | بليموث أرجايل الاحتياطي        |
| 1934–35       | فوكستون                        |
| 1935–36       | بليموث أرجايل الاحتياطي        |
| 1936–37       | نيوبورت كونتي الاحتياطي        |
| 1937–38       | كولتشستر يونايتد               |
| 1938–39       | لم يكتمل                       |
| 1939–40       | ووستر سيتي (مقارنة زمن الحرب)  |
| 1941 to 1945  | أُلغيت (الحرب العالمية الثانية) |
| 1945–46       | تشيلمسفورد سيتي                |
| 1946–47       | غيلينغهام                      |
| 1947–48       | ميرثير تيدفيل                  |
| 1948–49       | يوفل تاون                      |
| 1949–50       | كولتشستر يونايتد               |
| 1950–51       | ميرثير تيدفيل                  |
| 1951–52       | هيرفورد يونايتد                |
| 1952–53       | أكسفورد يونايتد                |
| 1953–54       | أكسفورد يونايتد                |
| 1954–55       | يوفل تاون                      |
| 1955–56       | غلوستر سيتي                    |
| 1956–57       | هيرفورد يونايتد                |
| 1957–58       | تشيلتنهام تاون                 |
| 1958–59       | هيرفورد يونايتد                |
| 1959–60       | تشيلمسفورد سيتي                |
| 1960–61       | يوفل تاون                      |
| 1961–62       | كامبريدج يونايتد               |
| 1962–63       | غيلفورد سيتي                   |
| 1963–64       | بيرتن ألبيون                   |
| 1964–65       | كامبريدج يونايتد               |
| 1965–66       | يوفل تاون                      |
| 1966–67       | غيلفورد سيتي                   |
| 1967–68       | مارغيت                         |
| 1968–69       | كامبريدج يونايتد               |
| 1969–70       | ويمبلدون                       |
| 1970–71       | تلفورد يونايتد                 |
| 1971–72       | بارنت                          |
| 1972–73       | ويموث                          |
| 1973–74       | ليمنجتون                       |
| 1974–75       | كيترينغ تاون                   |
| 1975–76       | ويمبلدون                       |
| 1976–77       | دارتفورد                       |
| 1977–78       | جريفزند ونورثفليت              |
| 1978–79       | باث سيتي                       |
| 1979–80       | كيدرمينستر هاريرز              |
| 1980–81       | بيدفورد تاون                   |
| 1981–82       | ويلدستون                       |
| 1982–83       | ألفتشيرش                       |
| 1983–84       | ليمنجتون                       |
| 1984–85       | فيشر أثليتيك                   |
| 1985–86       | برومزجروف روفرز                |
| 1986–87       | ووترلوفيل                      |
| 1987–88       | دارتفورد                       |
| 1988–89       | دارتفورد                       |
| 1989–90       | رجبي تاون                      |
| 1990–91       | تشيلمسفورد سيتي                |
| 1991–92       | دوفر أثليتيك                   |
| 1992–93       | ستوربريدج                      |
| 1993–94       | سودبوري تاون                   |
| 1994–95       | هاستينغز يونايتد               |
| 1995–96       | نونيتون بورو                   |
| 1996–97       | بيرتن ألبيون                   |
| 1997–98       | مارغيت                         |
| 1998–99       | سوتون كولدفيلد تاون            |
| 1999–00       | بيرتن ألبيون                   |
| 2000–01       | ووستر سيتي                     |
| 2001–02       | دورشيستر تاون [الإنجليزية]     |
| 2002–03       | كرولي تاون                     |
| 2003–04       | كرولي تاون                     |
| 2004–05       | كينغز لين                      |
| 2005–06       | هيتشين تاون                    |
| 2006–07       | تيفيرتون تاون                  |
| 2007–08       | هيلينغدون بورو                 |
| 2008–09       | أثرستون تاون                   |
| 2009–10       | كامبريدج ستي                   |
| 2010–11       | هدنسفورد تاون                  |
| 2011–12       | كليفتون تاون                   |
| 2012–13       | أرليسي تاون                    |
| 2013–14       | سانت نيوتس تاون                |
| 2014–15       | بول تاون                       |
| 2015–16       | ميرثير تاون                    |
| 2016–17       | هايز و ييدنج يونايتد           |
| 2017–18       | هيتشين تاون                    |
| 2018–19       | ستراتفورد تاون                 |
| 2019 إلى 2021 | متروك (جائحة فيروس كورونا)     |
| 2021–22       | رويستون تاون                   |
| 2022 فصاعدا   | تم إيقافه                      |

## هيكل الدوري
لقد تغير هيكل الدوري عدة مرات على مر السنين ويتكون حاليًا من الأقسام الوسطى والجنوبية في الخطوة 3 من نظام الدوري الوطني مع القسم الأول الجنوبي والقسم الأول المركزي في الخطوة 4.
بسبب وجود الدوري الإسثمي إلى حد كبير، فإن البصمة الجغرافية للدوري الجنوبي تمتد في الواقع إلى الشمال أكثر من الدوري الوطني الجنوبي. لذلك، بينما يتم ترقية الفائزين في القسمين المركزي والجنوبي إلى الدوري الوطني الجنوبي، يتم ترقية الأندية الموجودة في أقصى الشمال إلى الدوري الوطني الشمالي. في الماضي، تمت ترقية غالبية الفائزين بالدوري الممتاز السابق، إلى جانب الفائزين في المباريات الفاصلة، إلى الدوري الأعلى.
من الناحية النظرية، يمكن وضع الأندية التي هبطت من الدوري الجنوبي في أي من الدوريات الأربعة عشر ذات المستوى الأدنى، ولكن من الناحية العملية من المرجح أن يكون ذلك أحد الدوريات التالية (بناءً على الموقع الجغرافي):
- دوري المقاطعات المشترك
- الدوري اليوناني لكرة القدم
- دوري ميدلاند
- دوري سبارتان في جنوب ميدلاندز [الإنجليزية]
- اتحاد المقاطعات المتحدة
- دوري ويسيكس [الإنجليزية]
- الدوري الغربي [الإنجليزية]

من وقت لآخر، ستضطر الأندية خارج مراكز الصعود والهبوط المتمركزة على الأطراف الجغرافية للدوري الجنوبي إلى مغادرة الدوري من قبل لجنة الدوري الوطني، إذا كان من الضروري لها التنافس في الدوري الشمالي الممتاز أو الدوري الإسثمي لتصحيح أي اختلالات ناجمة عن التوزيع الجغرافي للأندية الصاعدة والهابطة إلى هذا المستوى. كما تم إدخال الأندية في الدوري الشمالي الممتاز أو الدوري الإسثمي إلى الدوري الجنوبي لنفس السبب. بشكل عام، كان هناك انجراف نحو الجنوب، مع انتقال الأندية في ميدلاندز إلى الدوري الشمالي الممتاز.